# Ípsilon de l'Àguila
Ípsilon de l'Àguila (υ Aquilae) és una estrella de la constel·lació de l'Àguila.
Ípsilon de l'Àguila és una estrella subgegant blanca de la magnitud aparent +5,89. Està aproximadament a 176 anys llum de la Terra.